# 巴基利·穆卢齐
埃尔森·巴基尔·穆卢齐（1943年3月17日—），马拉维政治人物，1994年至2004年间任该国总统。他是马拉维第一位，也是迄今为止唯一一位穆斯林总统。

## 簡歷
作为联合民主阵线的参选人，穆卢齐在1994年5月举行的总统选举中以47%的得票率击败竞逐连任的首任总统海斯廷斯·卡穆祖·班达，之后又在1999年6月以52.4%的得票率击败挑战者关达·查库安巴，连任总统。2002年，为了谋求第二次连任，穆卢齐计划修订宪法，但后来因为遭到抗议而搁置计划。2004年5月，现任总统宾古·瓦·穆塔里卡赢得总统选举后穆卢齐离任。
离开班达政府后，穆卢齐创建联合民主阵线，支持民主运动。但他任总统期间却被种种争议和丑闻困扰，例如他在2002年干旱发生前，在把马拉维的玉米储备出口他国，引发全国性饥荒。虽然受到国际压力，出口玉米赚得的数百万美元始终没有被交出。尽管如此，穆卢齐仍是一个受欢迎的领袖，尤其在马国南部，他至今仍任联合民主阵线主席。2005年2月，他和总统穆塔里卡之间发生争端，穆塔里卡退出联合民主阵线，另组民主进步党。同年4月，穆卢齐就选择穆塔里卡作为继任人，并把他“强加于国家”向全国人民道歉。
2006年7月27日，穆卢齐因涉嫌诈骗和贪污被捕；同日稍后获准保释。他被捕数小时后，总检察长古斯塔夫·卡利沃（Gustav Kaliwo）被总统穆塔里卡下令停职，穆卢齐的控罪也被撤销。
2007年3月，穆卢齐宣布有意代表联合民主阵线参加将于2009年举行的总统选举。